# Gabel (Gaimersheim)
Die Gabel ist eine Einöde und ein Gemeindeteil des Marktes Gaimersheim.

## Lage
Die Gabel liegt an der historischen Weggabelung der Straßen Ingolstadt–Neuburg (bis 1998 Bundesstraße 16, seit 1998 Staatsstraße 2214) und Ingolstadt–Eichstätt (heute Bundesstraße 13), aus der sich der Ortsname ergab. Die Kreuzung wurde um die 1990er-Jahre durch einen Kreisverkehr ersetzt.

## Geschichte
Die Geschichte des Anwesens mit dem Gasthaus soll bis in die Zeit vor dem Dreißigjährigen Krieg zurück reichen. An der Gabel war eine Zollstation an der Grenze zwischen dem Hochstift Eichstätt und dem Herzogtum Bayern.
1857 wurde die Gabel als einsam stehendes Wirtshaus beschrieben.
Nördlich des Gasthauses entstanden in den 1970er-Jahren eine Pferdesportanlage sowie eine Tennisanlage.